# Caspar Hermann Sandhagen
Caspar Hermann Sandhagen (født 22. oktober 1639 i Borgholzhausen i Westfalen, død 17. juni 1697 i Kiel) var en tysk præst. 
Fra gymnasiet i Osnabrück kom Sandhagen 1657 til Universitetet i Rostock. I 1665 blev han ansat ved skolen i Bielefeld, hvis rektor han blev 1667. Der fra kaldedes han til superintendent i Lyneborg 1672. Hertug Christian Albrecht af Gottorp udnævnte ham 1684 til overhofprædikant og generalsuperintendent. Men samtidig udbrød krigen mellem Danmark og Gottorp, og Christian V inddrog den gottorpske del af Sønderjylland under Kronen. Sandhagen kunne derfor først tiltræde sit embede efter fredslutningen 1689. Tillige havde han fået bestyrelsen af flere holstenske provstier. Da Sandhagen i maj 1696 sendte præsterne en udlægning af profeten Mikas 7. kapitel til brug ved de anordnede bededage, udgav generalsuperintendenten i den kongelige del af Slesvig, Josua Schwartz, et skrift (1697), hvori han søgte at påvise, at Sandhagen i sin udlægning gjorde sig skyldig i kiliastiske sværmerier. Imidlertid var Sandhagen bleven syg på en visitats og lod sig bringe til Kiel. Her samlede han det teologiske fakultet om sit dødsleje og erklærede højtidelig, at Schwartz havde gjort ham uret. Striden om Sandhagens kiliasme fortsattes adskillige år efter hans død ved en del mere eller mindre heftige polemiske skrifter. Sandhagen var almindelig anset som en af sin tids dygtigste Bibelforskere, og en række navnkundige teologer giver ham berømmelige vidnesbyrd i så henseende. Særlig i hans Lyneborger-embedstid drog mange til ham for at sætte sig som disciple ved hans fødder. A.H. Francke fik her sin første gennemgribende opvækkelse. Den danske hofpræst F.J. Lütkens plejede at sige: "Jeg er en Bibelmand, det har Sandhagen lært 
mig". Også Spener følte sig i stor taknemmelighedsgæld til ham. Uheldigst træder han op ved sit vægelsind lige over for den bekendte mystiker Johann Wilhelm Petersen, som blev hans eftermand i Lyneborg, men hvem han i begyndelsen ikke ville vige pladsen for, skønt han havde holdt sin afskedsprædiken og selv havde givet anvisning på denne efterfølger. Han har udgivet adskillige skrifter i eksegetisk og kateketisk retning foruden en del prædikener, deriblandt ligprædiken over hertug Christian Albrecht (1695).